# Lockheed A-12
Lockheed A-12 bio je izviđački zrakoplov koji je bio izrađen za CIA-u u tvrtci Lockheed, u odjeljenu za posebne projekte Skunk Works. Dizajn zrakoplova zasnovan je na radu Clarence "Kelly" Johnsona. Lockheed A-12 proizvodio se između 1962 do 1964. godine, a u aktivnoj službi je bio između 1963. do 1968. godine. Zrakoplov je bio jednosjed, i prototip je poletio u travnju 1962. godine. Bio je preteča dvosjeda Američkog ratnog zrakoplovstva YF-12 prototipa poznatog presretača SR-71 Blackbird, kasnije izviđačkog zrakoplova. Detalji ovog programa bili su držani u tajnosti 40 godina, i CIA ih je objelodanila tek 2007. kada je projekt A-12 bio deklasificiran.